# Cacicus leucoramphus
El cacique montano norteño (Cacicus leucoramphus) es una especie de ave paseriforme de la familia Icteridae propia de los Andes septentrionales.

## Taxonomía
El cacique montano norteño fue descrito científicamente en 1845 por el ornitólogo francés Charles Lucien Bonaparte. Anteriormente se consideraba conespecífico del cacique montano sureño (Cacicus chrysonotus).
Se reconocen dos subespecies:
- Cacicus chrysonotus leucoramphus (Bonaparte, 1845)
- Cacicus chrysonotus peruvianus (Zimmer, 1924)

## Distribución y hábitat
El cacique montano norteño se extiende por los Andes de Venezuela, Colombia, Ecuador y Perú. Su hábitat natural son los bosques húmedos tropicales montanos entre los 2000 y 3600 metros de altitud.